# Le Jour du forain
Le jour du forain (àrab: يوم العيد, Yawm al-ʿīd, ‘El dia de la festa’) és un pel·lícula marroquina de 1984 codirigida per Abdelkrim Mohammed Derkaoui i Driss Kettani.

## Sinopsi
Moulay Yacoub és un artista de fira que es guanya la vida de fira en fira, de poble en poble. La pel·lícula segueix el seu itinerari pel país així com el seu viatge espiritual.

## Repartiment
- Touria Jabrane
- Larbi Batma
- Hamid Zoughi
- Mostapha Salamat
- Salaheddine Benmoussa